# Chacabuco (1898)
El Chacabuco fue un crucero protegido de la Armada de Chile adquirido en 1902 en Inglaterra. Construido por los astilleros Armstrong, Withworth & Co. Ltd., Newcastle upon Tyne, Elswick según el diseño de Philip Watts . Fue lanzado al agua en 1897 con el nombre 4 du Julliet.
Fue modernizado varias veces, siendo la más importante la efectuada en los años 1941-42 en que se le cambió su armamento mayor y menor, se le amplió el puente de mando y se acondicionó su habitabilidad para que sirviera como buque escuela. Fue vendido para desguace en 1959.

## Características

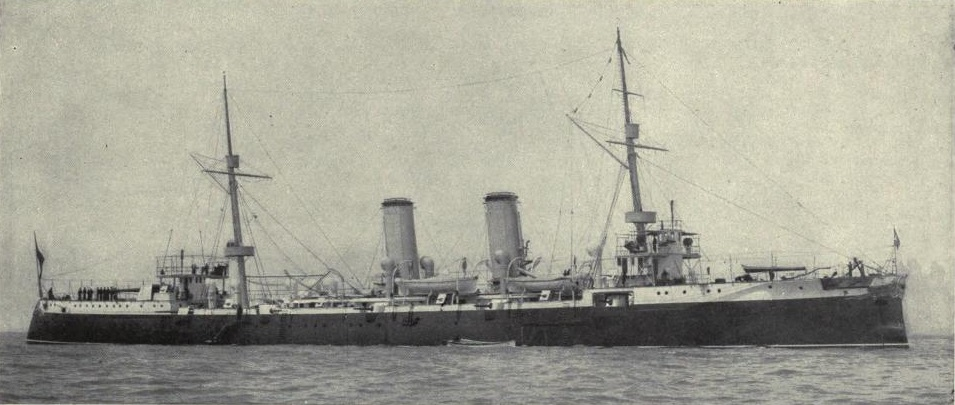
Imagen de estribor del Chacabuco en 1911.

Tenía 110 metros de eslora, 14 metros de manga y 5 metros de calado máximo. Desplazaba 4.500 toneladas. Era propulsado por dos máquinas verticales de triple expansión y dos hélices. Las calderas cilíndricas le proporcionaban 16.034 HP y alcanzaba una velocidad máxima de 24 nudos. Su capacidad máxima de carbón era de 1.028 toneladas, en carboneras llevaba 900 toneladas.
Tenía casco de acero con 14 compartimentos estancos. Su cubierta acorazada de acero níquel tenía 4,5 pulgadas en el centro y 1,75 pulgadas en los extremos. Tenía 2 cañones Armstrong de 8”/45, 10 cañones de 4,7”/40, 12 cañones de 12 pdr. , 4 ametralladoras de 6-2 pdr. y 5 tubos lanzatorpedos de 18 pulgadas. En 1941 se le cambió su armamento mayor por 6 cañones de 6”/50 y sus ametralladoras por 10 de 20 mm. antiaéreas. Además se le instalaron equipos antisubmarinos y paravanes para rastrear minas. Su dotación era de 400 hombres.

## Historia
Construido por los astilleros Armstrong, Withworth & Co. Ltd., Newcastle upon Tyne, Elswick, Inglaterra y diseñado por Philip Watts fue lanzado al agua en 1897 quedando disponible para su venta. Su nombre inicial fue 4 du Julliet. Uno de sus gemelos fue el crucero japonés Takasago . Fue el último crucero de su clase en mantenerse a flote y en servicio activo.

## Servicio en la Armada de Chile

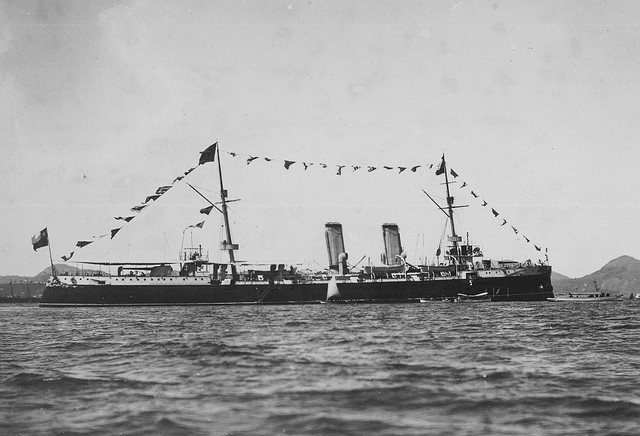
El Chacabuco durante su visita a Río de Janeiro en 1902.

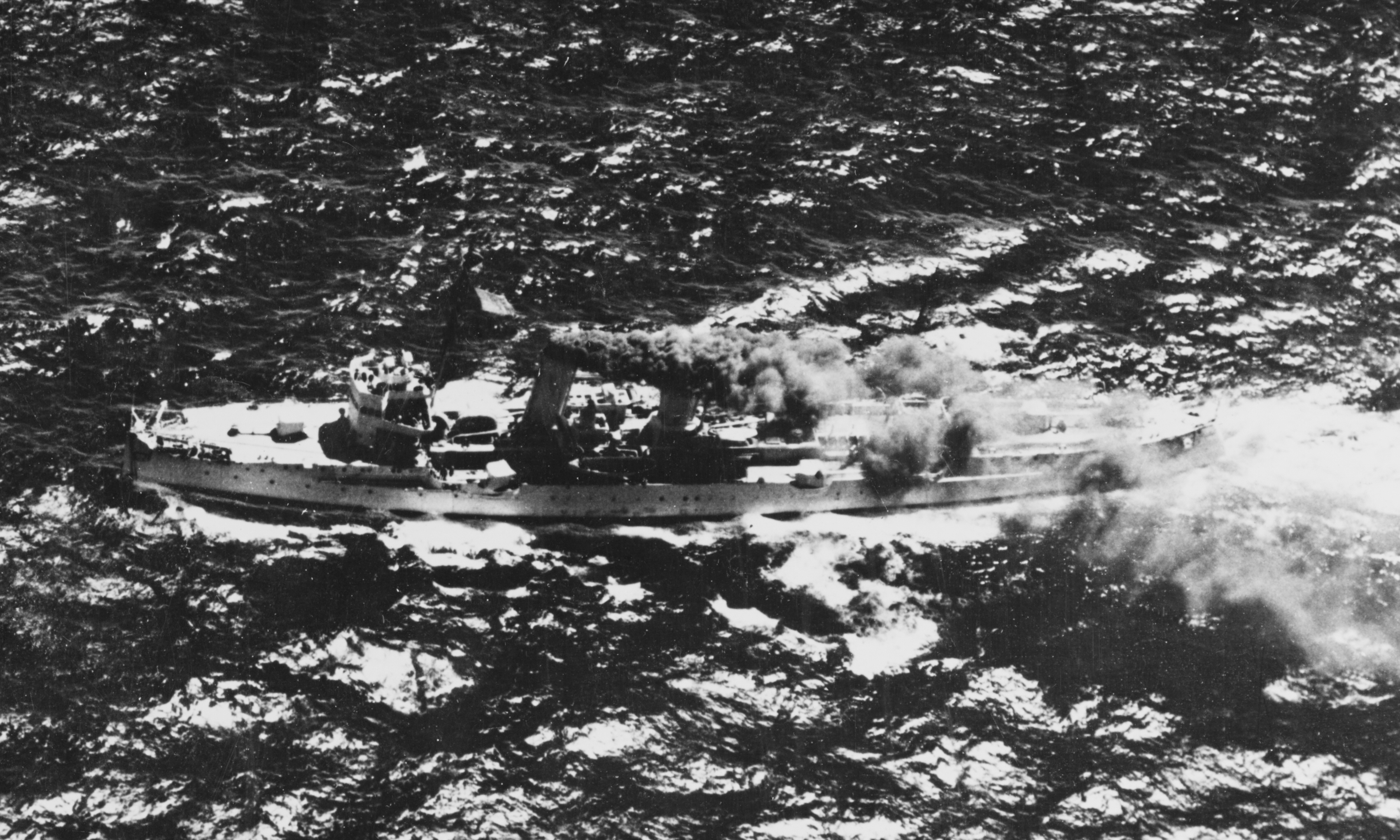
Vista aérea del Chacabuco entre 1941 y 1942.

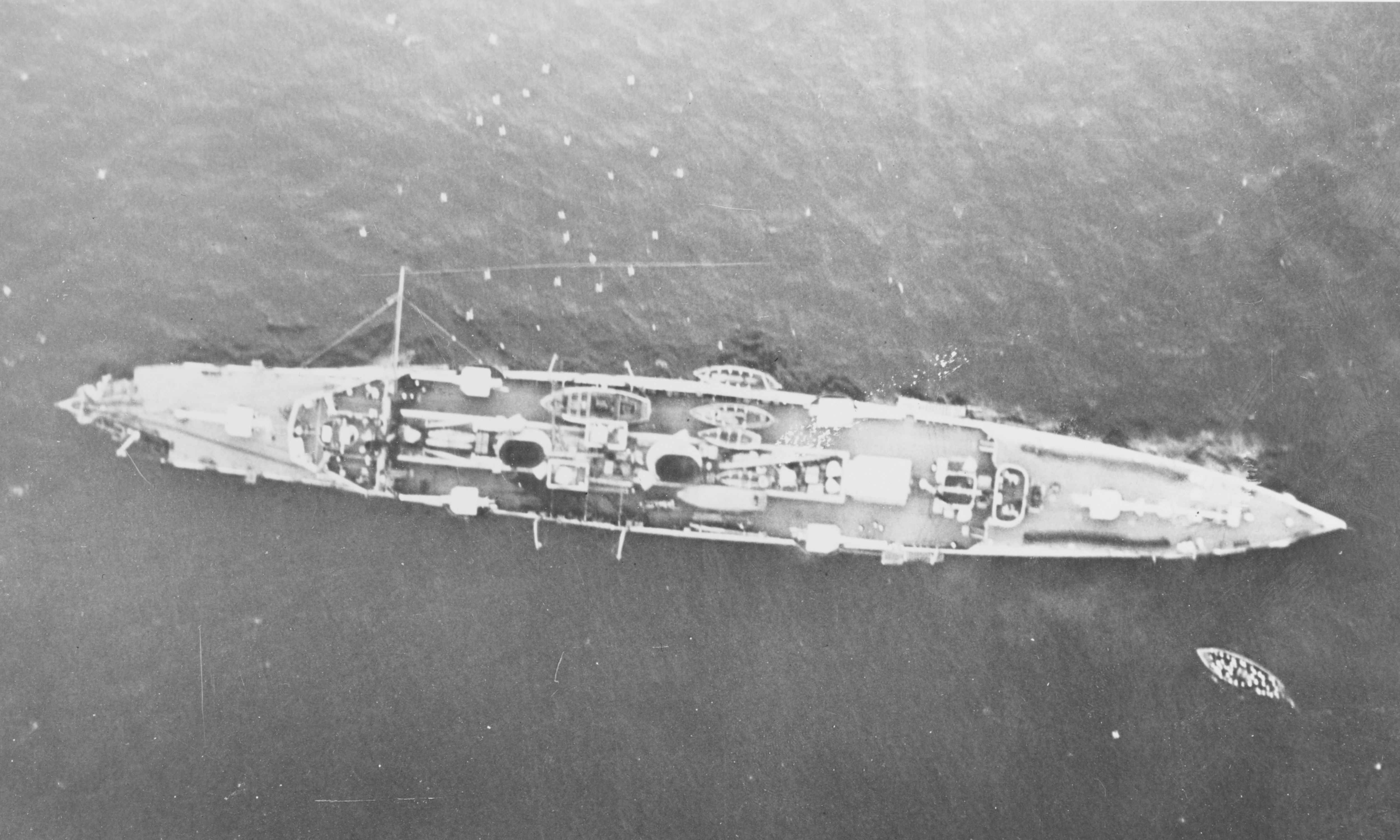
Vista aérea del Chacabuco entre 1941 y 1942.

Durante la segunda mitad del siglo XIX Chile y Argentina tuvieron numerosas discusiones respecto a los lugares de la cordillera de los Andes por los cuales debería pasar el límite entre ambos países. Al inicio del siglo XX, debido a la tirantez de las relaciones diplomáticas, Chile decidió adquirir varias unidades navales entre las cuales figuró el crucero Chacabuco. La adquisición se materializó en 1902.
Durante sus 50 años de servicio realizó innumerables tareas en los mares de todas las zonas Chile y en el extranjero, las más significativas fueron:
- Mediados de 1902 zarpó desde Porstmouth bajo el mando del capitán de navío Pedro Nolasco Martínez. Formaba parte de una flotilla compuesta además por los destructores O'Brien, Thomson y Merino Jarpa.

- Durante su travesía a Chile recaló en Cherburgo y participó en las fiestas nacionales de Francia. Arribó a Valparaíso en octubre de 1902.

- En 1903 en viaje de cortesía visitó Buenos Aires, Montevideo y Bahía Blanca. Efectuó levantamientos hidrográficos en la zona comprendida entre Antofagasta y Coquimbo.

- En 1906 prestó servicios a la población de Valparaíso que había sido asolada por un gran terremoto. Demolió edificios, retiró ecombros y controló actos de pillaje.

- Desde 1907 hasta 1911 formó parte de la Escuadra nacional.

- En 1911 viajó a Inglaterra donde participó en la gran revista naval efectuada con motivo de la coronación del rey Jorge V.

- En 1917 participó en el auxilio del transporte Casma que había varado en el canal Picton. Efectuó el levantamiento hidrográfico y plano del paso Picton.

- En 1917 Gran Bretaña cedió a Chile, en compensación por la incautación del acorazado Valparaíso debido a la guerra mundial, seis submarinos clase Holland que le construían en Estados Unidos. El crucero Chacabuco se trasladó a New London, Connecticut para escoltarlos hasta Chile. En su viaje de regreso recaló en Charleston, La Habana Cuba, Kingston Jamaica, Arica y finalmente en Valparaíso. A bordo trajo tres millones de dólares en lingotes de oro correspondiente a pagos por la venta de salitre al gobierno de Estados Unidos. Al finalizar la comisión se reintegró a la Escuadra.

- El 10 de noviembre de 1922 un violento terremoto afectó las provincias de Atacama y Coquimbo, el crucero concurrió en ayuda de los damnificados. Formó parte de la Escuadra nacional hasta fines de 1928, pasando en Talcahuano a la reserva hasta 1941.

- Durante el año 1941 se efectuó su modernización la que consistió principalmente en cambiarle su armamento principal por 6 cañones de 6”/50 y la instalación de 10 ametralladoras antiaéreas de 20 mm. se le instalaron deflectores en las chimeneas y se le proveyó de equipos antisubmarinos y paravanes para rastrear minas. Se le amplió el puente de mando y se acondicionó su habitabilidad para que sirviera como buque escuela.

- En 1942 se integró a la Escuadra y efectuó trabajos de sondaje entre Caldera y Valparaíso, rectificó algunos puntos notables en Coquimbo y efectuó el levantamiento del puerto de Punta Arenas.

- En 1943 efectuó el levantamiento de Papudo. En 1944 sondeó caleta Matanzas. En 1945 efectuó el levantamiento de la caleta Herradura de Guayacán y de la Punta Tortuga. En enero de 1946 fue destinado a Corral para controlar las huelgas de los mineros del carbón. Durante todos estos años y hasta 1947 además de los trabajos hidrográficos mencionados formó parte de la Escuadra nacional de la cual en diversas oportunidades fue su buque insignia.

- En 1949 y 1950 se le comisionó como buque escuela de guardiamarinas efectuando tres cruceros de instrucción dentro del litoral nacional. En diciembre de 1950 en Talcahuano quedó definitivamente fuera de servicio.

- Enajenado el 15 de diciembre de 1959 . Su casco fue adquirido por la Compañía de Acero del Pacífico.